# Gastronomia de Xile

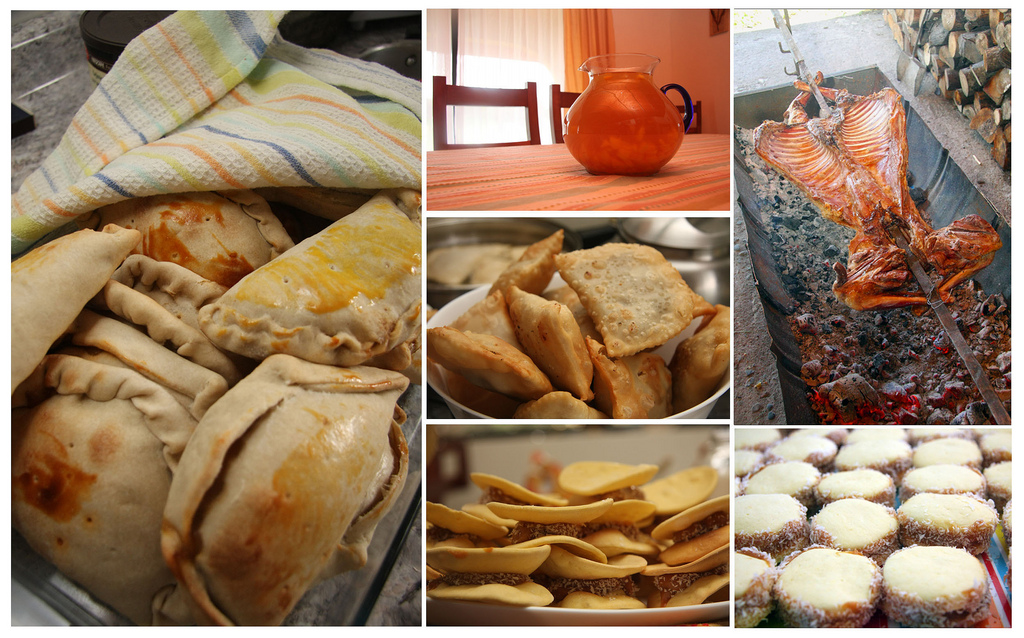
Gastronomia de Xile

Cazuela de osobuco.

Cuina xilena es deu principalment a la combinació de la cuina tradicional espanyola, la cultura nativa de Xile i els ingredients locals, amb influències posteriors d'altres cuines europees, especialment d'Alemanya, Itàlia i França. La tradició d'aliments i receptes a Xile es caracteritzen per la varietat de sabors i ingredients, amb la diversitat geogràfica i el clima d'allotjament una àmplia gamma de productes agrícoles, fruites i hortalisses del país. La llarga línia costanera i la relació dels pobles amb l'oceà Pacífic afegeixen una immensa varietat de productes del mar, com mariscs i peixos, a la cuina xilena, amb aigües d'origen del país per espècies úniques de peixos, mol·luscs, crustacis i algues, gràcies al fet que l'aigua rica en oxigen portat realitzat en pel corrent deHumboldt. Xile és també un dels majors productors mundials de vi i moltes receptes xilenes s'han millorat i acompanyats de vins de la zona.

## Empanadas
- Empanada de pino (amb carn, cebes, aceituna i ou duro)
- Empanadas fritas (de carn, de mariscs, de formatge)

## Sopes

Sopa de "choritos".

- Sopa de choritos (Sopa de musclos)

## Plats de mariscs i peix a la cuina xilena

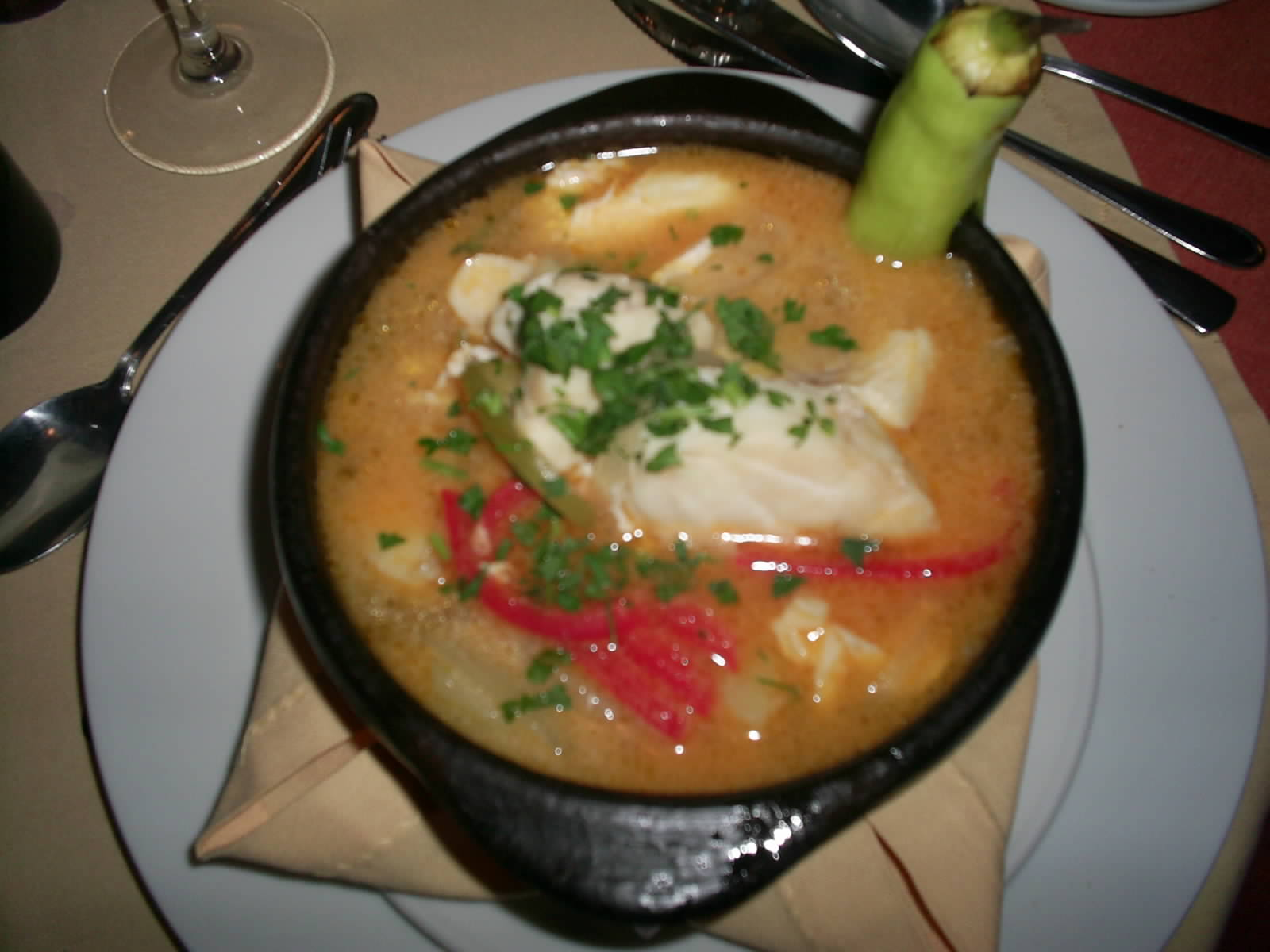
Caldillo de congrio

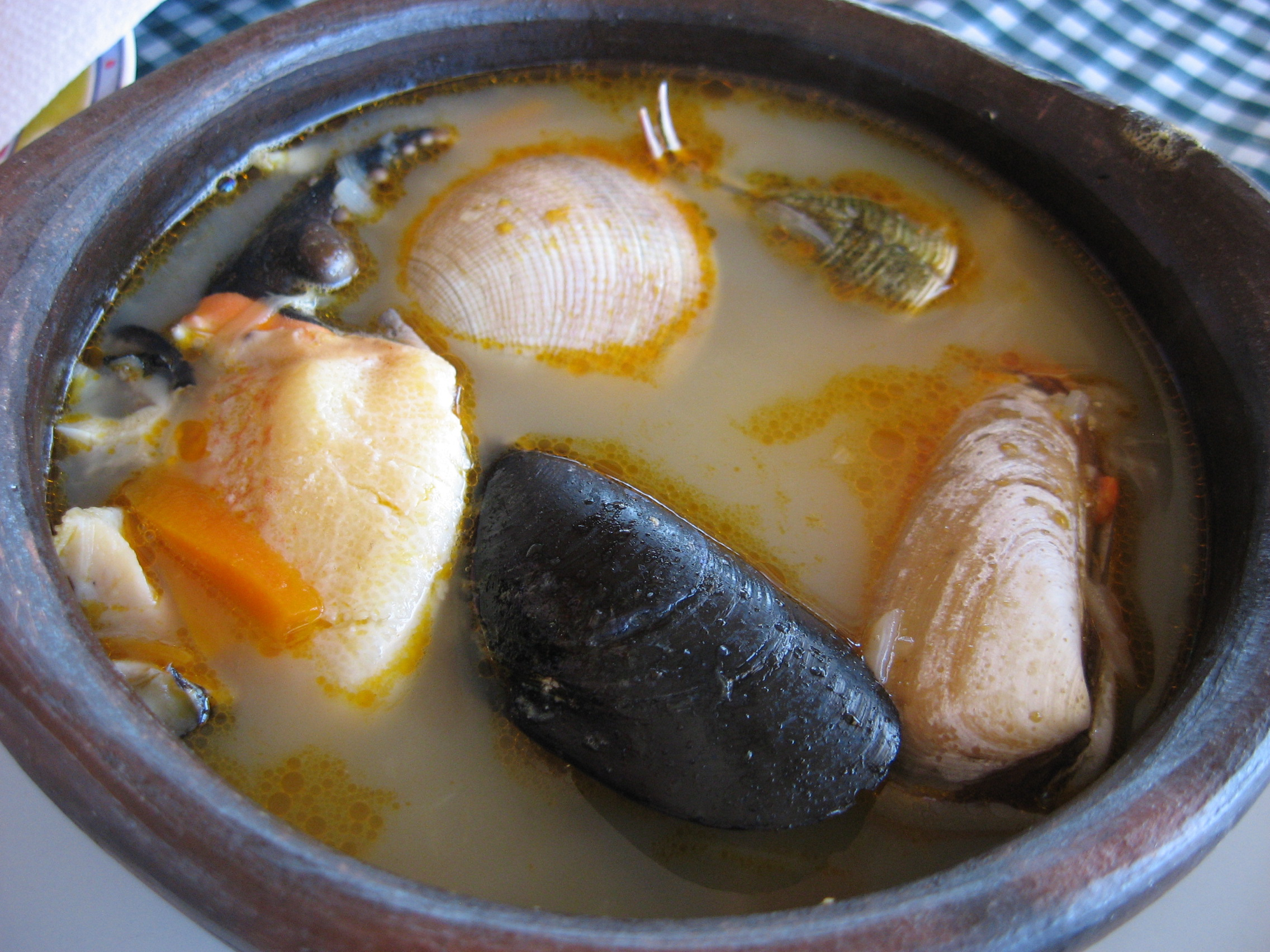
Paila marina

- Caldillo de congrio
- Cebiche
- Machas a la parmesana
- Mariscal
- Paila marina
- Perol caliente

## Plats de carn a la cuina xilena
- Carne mechada
- Cazuela de osobuco[1]
- Milanesa

## Plats de verdures a la cuina xilena

Porotos al pilco

- Humitas
- Pastel de choclo
- Pastel de papas
- Pastelera
- Porotos al pilco
- Porotos granados
- Porotos con mazamorra[2]
- Porotos con rienda

## Plats d'arròs a la cuina xilena

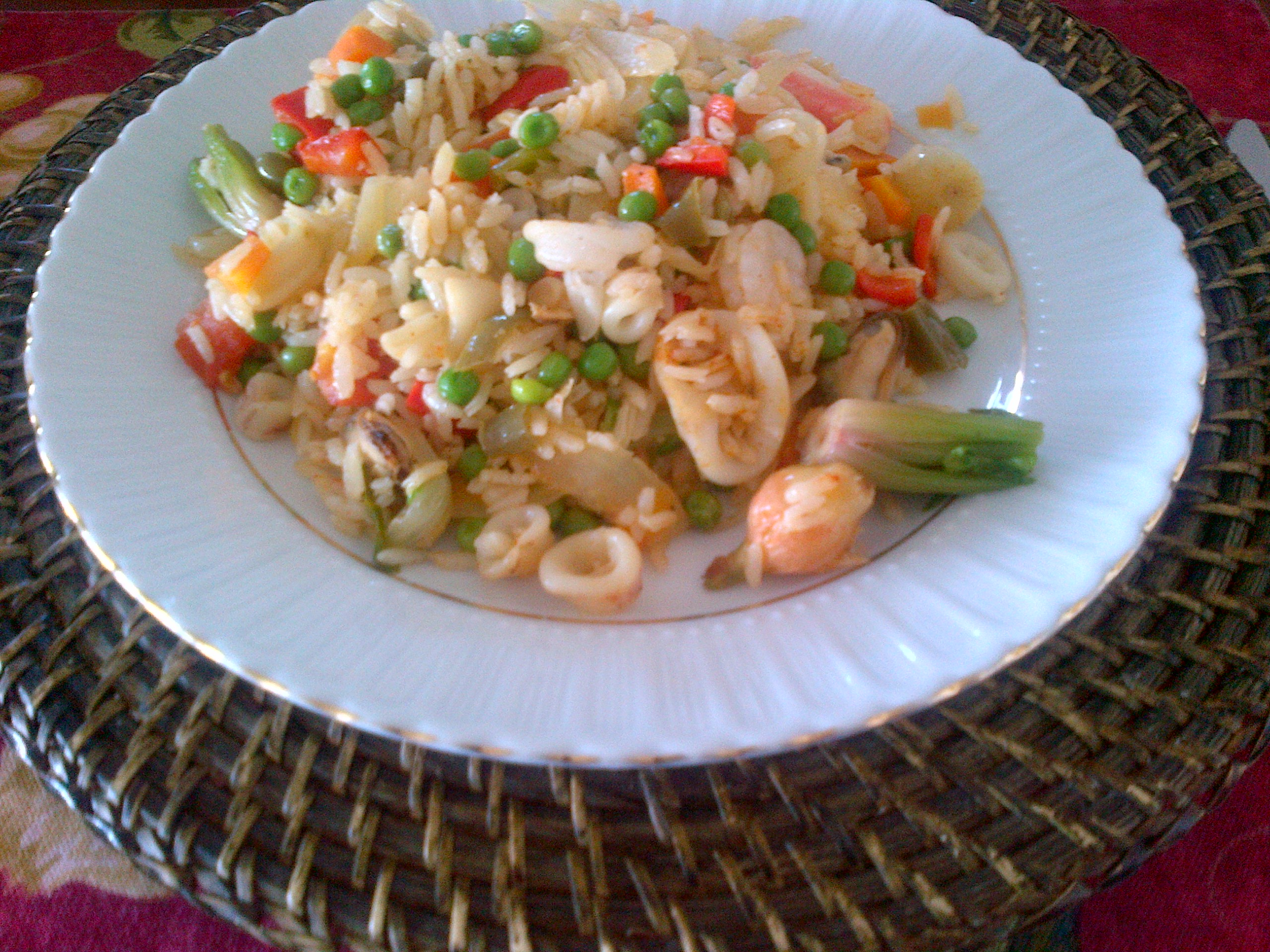
"Arroz a la valenciana" és un plat d'arròs de la cuina xilena amb verdures i mariscs, similar a la paella, però sense safrà. Si no s'usan mariscs, es denomenat "arroz a la jardinera".

- Arroz a la valenciana
- Arroz jardinera

## Dolços i postres
- Manjar
- Leche asada

Chirimoya alegre

- Sémola con leche (Sèmola amb llet)